# Rosalind Boyd
Rosalind Boyd (født 21. oktober 1987) er en kvindelig australsk håndboldspiller. Hun spiller i Queensland HC og på Australiens håndboldlandshold som stregspiller, og deltog under VM 2011 i Brasilien. og under VM 2019 i Japan.